# Протекторат Албания
Итальянский протекторат над Албанией был установлен Королевством Италия во время Первой мировой войны в стремлении обеспечить юридическую независимость Албании под управлением Италии. Он существовал с 23 июня 1917 года до лета 1920 года.

## История
Королевство Италия оккупировала порт Влёра в декабре 1914 года, но было вынуждено уйти после Австро-венгерского вторжения в конце 1915 — начале 1916 года и падения Дуррес 27 февраля 1916. В мае 1916 года, в Италии в XVI корпусе, около 100 000 человек под командованием генерала Сеттимио Пьячентини, вернулись и заняли регион Южной Албании осенью 1916 года, в то время как французская армия заняла Корче и его окрестности 29 ноября 1916. Итальянские (в Гирокастре) и французские силы (в Корче), в основном по развитию Балканского фронта, вошли на территорию бывшей Автономной Республики Северного Эпира (контролируемого греческого меньшинства) осенью 1916 г., после одобрения Антанты. Создание Автономной Албанской Республики Корча было с 10 декабря 1916 года французской властью по протоколу, согласно которому автономные провинции появились на территориях Корчи, Колёня, Опары и горы в Восточной Албании. 12 декабря 1916 года, Италия обратилась за разъяснением через своего посла, потому что создание Автономной албанской Республики Корча нарушила договор о Лондоне. Австро-Венгрия использовала французский прецедент в Корче для обоснования провозглашения независимости Албании под протекторатом 3 января 1917 года в Шкодере.
Королевство Италия сделала то же самое, во время провозглашения независимости Албании под протекторатом 23 июня 1917 года в Гирокастре. В ноябре 1918 года, когда Первая мировая Война закончилась, почти вся территория современной Албании находилась под итальянским протекторатом.
С тех пор и на протяжении почти двух лет, вплоть до лета 1920 года итальянский протекторат над Албанией был введен правительством Италии: в стране, в которой не хватало почти всего после многовекового османского владычества, было построено 546 км новых дорог, 110 км новых железных дорог, 3000 км телеграфных линий, 9 дорог — канатные пассажирские и грузовые, несколько больниц и некоторые современные административные здания.